# Rick Mercer

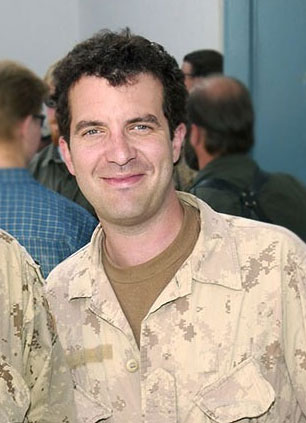
Rick Mercer

Rick Mercer (St. John's, 17 oktober 1969) is een Canadees komiek.
Hij kwam voor de eerste keer in het nationale voetlicht in 1990 met zijn onemanshow Show Me the Button: I'll Push It (or, Charles Lynch Must Die) in het National Arts Centre te Ottawa. Dit was een satirische politieke commentaar op het Canadese leven na het Meech Lake-akkoord. De show maakte hem een nationale ster toen hij ermee doorheen Canada toerde.